# Масовно убиство
Масовно убиство (у војном контексту — масовно уништење) је чин убијања великог броја људи (три или више), обично у исто време или у релативно кратком периоду. Криминолошки научници дефинишу масовна убиства као убиства извршена на одређеном месту над најмање три особе у конкретном периоду, у виду пар минута до пар сати.
Масовно убиство могу починити појединци или организације.

## Масовно убиство од стране појединца
Масовне убице могу извршити злочин над породицом, колегама са посла, ученицима или насумичним незнанцима. Мотиви за убиство варирају. Понекад је то потреба за пажњом или славом. Примери раних америчких масовних убица су: Џорџ Хесел који је убио своју жену и петоро деце 5. децембра 1926. године; или Чарлс Витмен који је убио 14 и ранио 32 особе на универзитетском кампусу.
Типични примери масовних убица:
- Године 1988. Ричард Фарли, који је претходно отпуштен јер је прогањао колегиницу Лауру Блек, вратио се на своје бивше радно место и побио 7 колега.
- Године 1999. у средњој школи „Колумбајн“ у Колораду, САД, двојица ученика, Ерик Харис и Дилан Клеболд, убили су 12 ученика и 1 професора. Овај инцидент је познат као Масакр у Колумбајну.
- Вишеструко убиство у Јабуковцу десило се 27. јула 2007. године, у селу Јабуковац код Неготина. Наоружан ловачком пушком, 39-годишњи Никола Радосављевић убио је девет мештана, а троје теже ранио. Ово је најпознатији масовни убица-појединац у новијој српској историји.
- Вишеструко убиство у ООШ „Владислав Рибникар” је једини пример школске пуцњаве у Србији икад које се догодило. Вишеструко убиство се догодило се 3. маја 2023. је ученик те школе К. К. пуцао на ученике и запослене у Огледној основној школи „Владислав Рибникар” у Београду. Убио је десет (девет ученика и радника обезбеђења) и ранио шест особа (пет ученика и наставницу).

За разлику од серијских убица, сексуални мотив је ретко присутан код масовних убица.

## Масовно убиство од стране државе
Дефинише се као намерно и насумично убиство великог броја људи од стране државних органа (на пример, пуцање на ненаоружане демонстранте, тепих бомбардовање градова, убацивање бомби у затвореничке ћелије или насумична егзекуција цивила). Највећа масовна убиства у историји су били покушаји да се истребе читаве групе или заједнице људи, најчешће на основу њихове националне или религијске припадности. Неки од тих масовних убистава су проглашени за геноцид, неки за злочин против човечности.

## Масовно убиство од стране терориста
Последњих година, терористи врше акте масовног убиства да застраше друштво и да привуку пажњу на своје циљеве. Неки од примера већих терористичких инцидената који укључују масовно убиство више од 100 особа су:
- Напади 11. септембра 2001. у Сједињеним Државама — 2.998 убијених
- Напади у Мадриду 11. марта 2004. у Шпанији — 191 убијених
- Напади у Мумбају 26. новембра 2008. у Индији — 185 убијених